# John Regis
John Regis (Reino Unido, 13 de octubre de 1966) fue un atleta británico, especializado en las pruebas de 200 m y 4 × 400 m en las que llegó a ser medallista de bronce mundial en 1987 y campeón del mundo en 1991.

## Carrera deportiva
En el Mundial de Roma 1987 ganó la medalla de bronce en los 200 metros, con un tiempo de 20.18 segundos, llegando a la meta tras el estadounidense Calvin Smith y el francés Gilles Quénéhervé, ambos con 20.16 segundos.
Cuatro años después, ganó el oro en los relevos 4 × 400 metros, por delante de Estados Unidos y Jamaica.